# Candedo (Murça)
Candedo é uma povoação portuguesa sede da Freguesia de Candedo do Município de Murça, freguesia com 28,89 km² de área e 821 habitantes (censo de 2021), tendo, por isso, uma densidade populacional de 28,4 hab./km².
A freguesia de Candedo encontra-se na parte sul do Município de Murça, fazendo fronteira com o vizinho Município de Alijó.
O remoto povoamento da área na qual atualmente se situa a freguesia pode ser comprovado através de uma série de vestígios arqueológicos.
É uma freguesia com uma história importante, já referida nas Inquirições de 1220, ordenadas por D. Afonso II. A área em que atualmente se encontra, foi abrangida pelo foral concedido a Abreiro em 1225.
Em termos de património edificado, salienta-se a Capela de Nossa Senhora do Carmo, com os seus três retábulos em talha dourada no interior. Terá sido construída no século XVIII e remodelada em meados do século XX.
É de salientar a importância das suas água termais das Caldas de Carlão, ou de Santa Maria Madalena. As suas águas têm excelentes propriedades terapêuticas para doenças da pele, reumáticas, músculo-esqueléticas, das vias respiratórias e doenças do aparelho digestivo.

## Demografia
A população registada nos censos foi:
| Distribuição da População por Grupos Etários | Distribuição da População por Grupos Etários | Distribuição da População por Grupos Etários | Distribuição da População por Grupos Etários | Distribuição da População por Grupos Etários |
| -------------------------------------------- | -------------------------------------------- | -------------------------------------------- | -------------------------------------------- | -------------------------------------------- |
| Ano                                          | 0-14 Anos                                    | 15-24 Anos                                   | 25-64 Anos                                   | > 65 Anos                                    |
| 2001                                         | 141                                          | 137                                          | 542                                          | 306                                          |
| 2011                                         | 102                                          | 111                                          | 458                                          | 331                                          |
| 2021                                         | 48                                           | 70                                           | 407                                          | 296                                          |

## Património arqueológico

### Castelo de Porrais
Conhecido, localmente, como Alto da Torre ou Alto do Castelo, foi um povoado fortificado da Idade do Ferro. A sua utilização como reduto defensivo prolongou-se pelo tempo e chegou mesmo à Idade Média. Erguido sobre um esporão com excelentes condições estratégicas e ampla visibilidade sobre o vale do Rio Tinhela, era defendido por uma muralha em "pedra seca" de xisto e granito. Uma segunda linha de muralha encontrava-se a uma cota inferior. Não foram muitos os fragmentos cerâmicos encontrados, sendo que os que o foram são de fabrico manual, micáceos e porosos.

### Mamoa da Senhora dos Montes
Localizada no Lombo das Colmeias, a mamoa data do período Neolítico e terá sido utilizada entre quatro mil e dois mil a. C.. O seu diâmetro máximo tem cerca de dezoito metros e a sua altura máxima ronda um metro e vinte. Nota-se uma grande cratera de violação na zona central e muita pedra miúda à volta devido à destruição da couraça pétrea. Servia para enterramentos de mortos.

### Necrópole de Campas do Ladrilho
A Necrópole  situa-se na Serra do Alva e é está data como sendo da Idade Média. Foram encontradas no local algumas campas, denominadas localmente como as "campas dos mouros".

### Termas e diversos
Da época romana são alguns achados isolados em Caldas de Carlão, na margem esquerda do Rio Tinhela, perto da sua confluência com o Rio Tua. Aqui apareceram, em finais do século XIX, diversos vestígios romanos, como moedas, cerâmicas, uma ânfora e mosaicos. A nascente, que ainda existe e que é conhecida como Fonte Santa, fazem crer que aqui pode ter existido um edifício termal do período imperial.
Articulada com estas termas e, obviamente, com uma estrada a passar no local, era a Ponte de Caldas de Carlão. É uma ponte sobre o rio Tinhela, de um arco de volta perfeita, em granito, com pedra granítica aparelhada. O atual tabuleiro da estrutura, em betão, é de construção posterior.